# Ontkenning (familierecht)
De ontkenning of betwisting van het vaderschap is de procedure in het familierecht waarbij een echtgenoot, een moeder of een kind kunnen ontkennen dat de echtgenoot van de moeder de vader van het kind is.

## Situatie in Nederland
Kinderen die geboren worden terwijl hun moeder getrouwd is, krijgen volgens de wet de echtgenoot van moeder als vader, ongeacht of dit overeenkomt met de biologische werkelijkheid.
Indien de juridische vader echter niet de biologische vader is, kan het juridische vaderschap ontkend worden. Dat kan zowel door de 'juridische vader', door moeder als door het kind zelf gebeuren. De wet voorziet niet in de mogelijkheid dat de 'biologische' vader een dergelijke procedure begint.
De ontkenning geschiedt door een beschikking van de rechtbank. Pas als die beschikking in kracht van gewijsde is gegaan, heeft de ontkenning effect. Het verzoek tot ontkenning moet door moeder binnen één jaar na de geboorte gedaan worden, door de juridische vader binnen één jaar nadat hij weet dat niet hij maar een ander de biologische vader is, en door het kind ook binnen drie jaar nadat het kind weet van de andere vader. Als het kind die kennis heeft verkregen tijdens zijn minderjarigheid kan het tot uiterlijk drie jaar nadat het kind meerderjarig is geworden.
Om te weten of iemand biologische vader is kan een vaderschapsonderzoek worden gedaan.
Overigens kan de juridische vader geen ontkenning krijgen indien hij heeft ingestemd met de daad waardoor zijn echtgenote zwanger is geraakt, en als hij voor het huwelijk al wist dat zij zwanger was.
Door de ontkenning gaat het 'juridische vaderschap' met terugwerkende kracht teniet. De ontkenning is in Nederland geregeld in artikel 200 tot en met 202 van boek van het Burgerlijk Wetboek

## Situatie in België
In België wordt de "betwisting van de afstamming" geregeld in het Burgerlijk Wetboek, Titel VII. - (...) afstamming, Hoofdstuk 4. - Vorderingen met betrekking tot de afstamming (artikel 331-333) (stand van de wetgeving per 03/06/05).
Artikel 315 stelt dat het kind dat geboren is tijdens het huwelijk of binnen 300 dagen na de ontbinding of de nietigverklaring van het huwelijk, de echtgenoot tot vader heeft.
De mogelijkheid tot ontkenning van vaderschap wordt geregeld in artikel 332:
Het vaderschap dat vaststaat krachtens artikel 315, kan worden betwist door de echtgenoot, door de moeder en door het kind.